# Skagen (parochie)
Skagen is een parochie van de Deense Volkskerk in en rond de plaats Skagen, in de Deense gemeente Frederikshavn. De parochie maakt deel uit van het bisdom Aalborg en telt 9367 kerkleden op een bevolking van 9950 (2004). Historisch was de parochie deel van de herred Horns. De parochie werd in 1970 deel van de nieuwe gemeente Skagen, die in 2007 opging in de vergrote gemeente Frederikshavn.
Abildgård · Albæk · Åsted · Bangsbostrand · Elling · Flade · Frederikshavn · Gærum · Hørby · Hulsig · Jerup · Karup · Kvissel · Lyngsaa · Østervrå · Råbjerg · Sæby · Skærum · Skæve · Skagen · Torslev · Understed · Volstrup